# Södra Vings landskommun
Södra Vings landskommun var en tidigare kommun i dåvarande Älvsborgs län.

## Administrativ historik
Kommunen bildades i Vings socken i Ås härad i Västergötland när 1862 års kommunalförordningar trädde i kraft. Namnet var före den 1 januari 1886 (ändring enligt beslut den 17 april 1885) Vings landskommun.
Vid kommunreformen 1952 uppgick kommunen i Hökerums landskommun som 1974 uppgick i Ulricehamns kommun.

## Politik

### Mandatfördelning i Södra Vings landskommun 1946
| 4 | 6 | 3 | 7 |

| 20 |